# Пайгуано
Пайгуано (ісп. Paiguano) — селище в Чилі. Адміністративний центр однойменної комуни. Населення селища - 952 особи (2002). Селище і комуна входить до складу провінції Ельке і регіону Кокімбо.

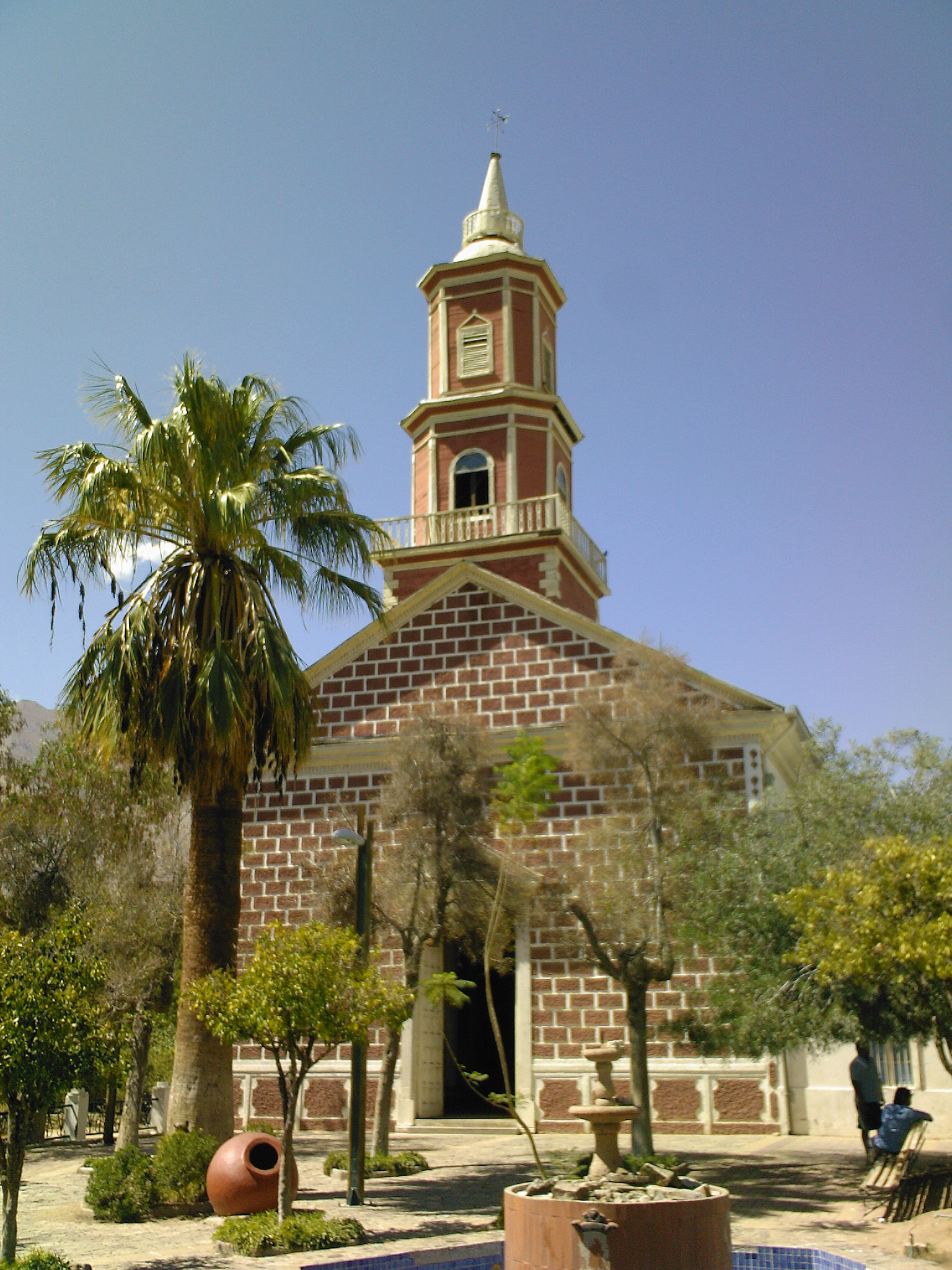
Церква Монтегранде

Територія — 1 495 км². Чисельність населення - 4 497 мешканців (2017). Щільність населення - 3,01 чол./км².

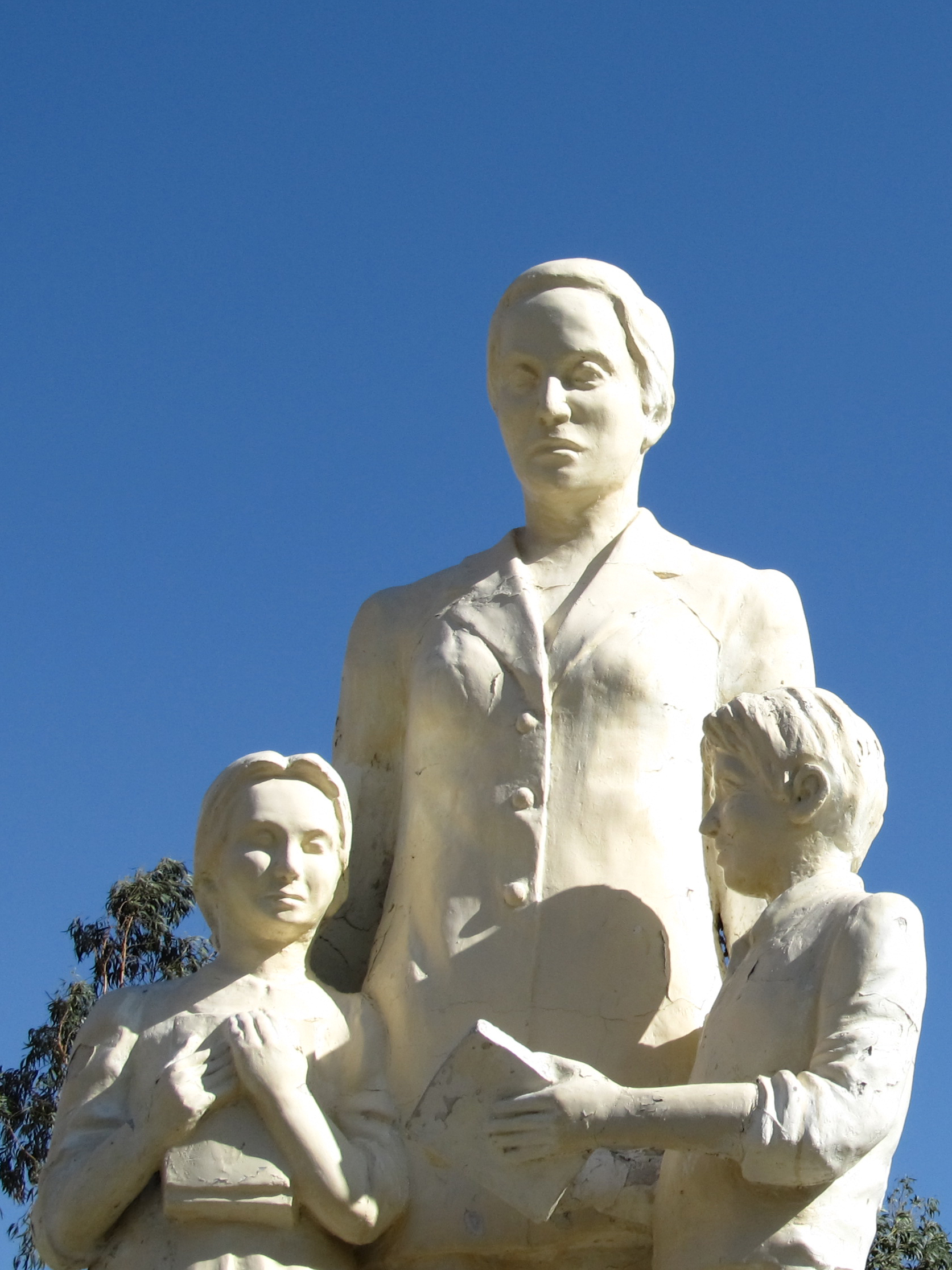
Пам'ятник Габріеле Містраль у місті Монтегранді.

## Розташування
Селище розташоване за 70 км на схід від адміністративного центру області міста Ла-Серена на березі річки Ельке.
Комуна межує:
- на півночі — комуна Вікунья
- на сході — комуна Вікунья
- на південному сході — провінція Сан-Хуан (Аргентина)
- на південному заході — комуна Ріо-Уртадо
- на заході — комуна Вікунья